# Neuroteologia
La neuroteologia (termine coniato da Aldous Huxley nel suo libro L'Isola), detta anche neuroscienza spirituale, è lo studio della correlazione  tra il fenomeno della percezione soggettiva di spiritualità e la funzionalità biochimica del cervello umano. Le ipotesi che derivano dagli studi di neuroteologia devono rispondere ai principi scientifici ed ai principi religiosi.
I propugnatori della neuroteologia sostengono che ci sia una motivazione neurologica ed evoluzionistica alla base delle esperienze generalmente considerate come "spirituali" o "religiose", e che esse possano essere spiegate attraverso l'analisi neurologica.

## Storia
Le origini di questi studi risalgono al 1982, quando il neurologo James H. Austin, mentre sostava nella metropolitana di Londra, ebbe un'improvvisa e intensa esperienza spirituale che lo portò a intraprendere una ricerca scientifica per conoscere meglio il cervello ed esplorare le componenti neurologiche della dimensione spirituale dell'uomo.
Austin raccolse i risultati di quest'indagine nel libro Lo Zen e il Cervello pubblicato nel 1998, che costituisce il fondamento di una nuova scienza, la Neurobiologia della spiritualità e della religione, che in seguito ha fatto nascere il "Centro per lo studio della scienza e della religione" presso la Columbia University di New York.